# Rockån
Rockån är ett vattendrag i nordöstra Dalarna i Rättviks kommun. Längd cirka 10 km, flodområdet cirka 30 kvadratkilometer. Rockån rinner upp på Fähusmyren, 1 kilometer nordväst om Gnagberget, cirka 425 meter över havet och strömmar åt öster mot sjön Amungen, där den mynnar i Rockviken.
Rockåns flodområde saknar nästan helt sjöar, men mot slutet av loppet finns tre fördämningar: Övre dammen, Nedre dammen och Rocktjärnen. Nästan alla tillflöden är högerbiflöden (alltså från söder), varav de viktigaste är Brunnbäcken och Aspbäcken.